# Forstpolizei

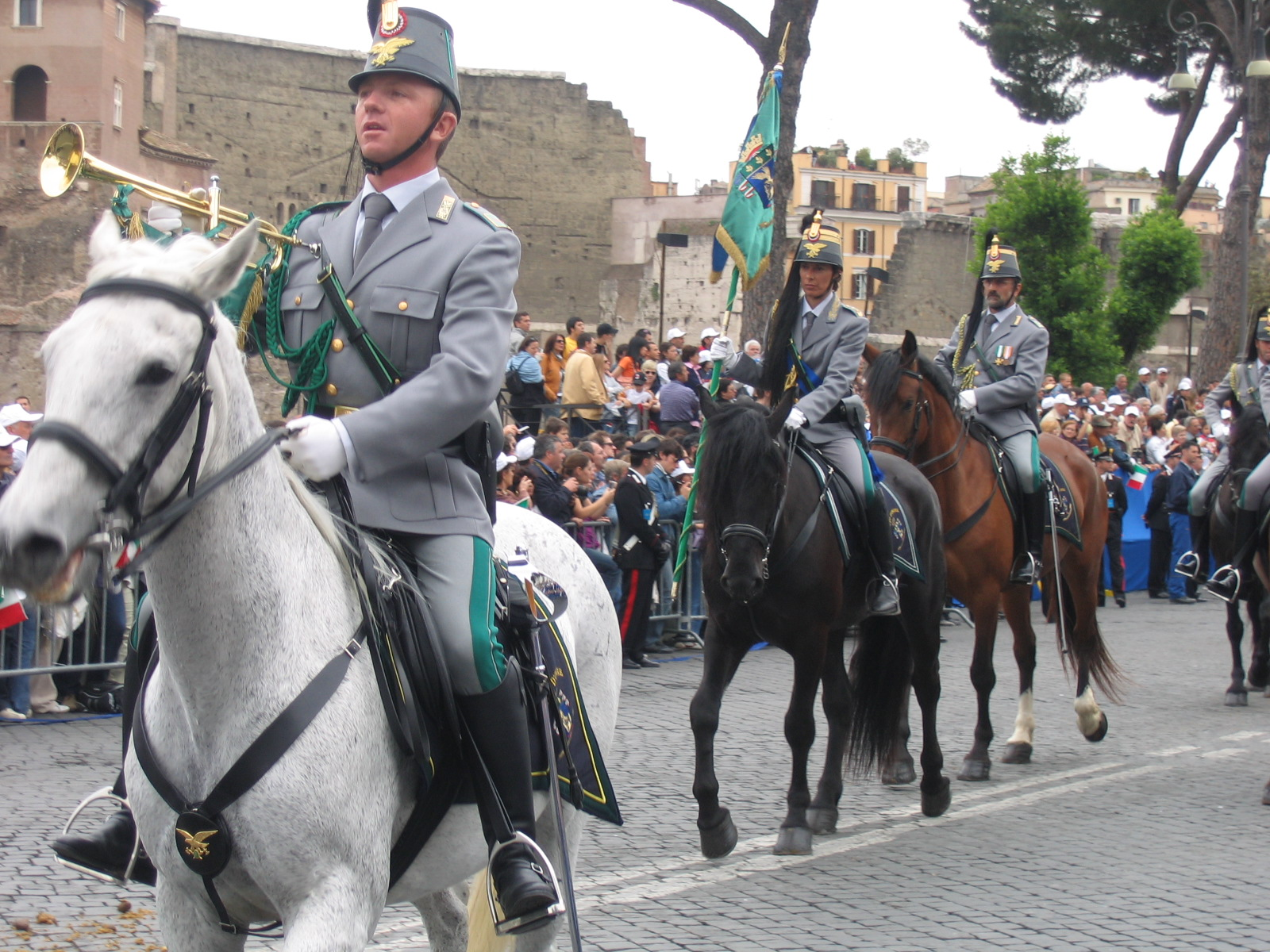
Reitende forestali mit Tschako und blauer Schärpe

Mit Forstpolizei (Waldpolizei) bezeichnet man eine Polizeibehörde oder -einheit, die für den Waldschutz, die Sicherheit und Überwachung der Wälder zuständig ist.

## Forstpolizeien
Eine der ältesten und bekanntesten Forstpolizeibehörden existierte in Italien. Das Corpo Forestale dello Stato, CFS war landesweit im Einsatz. Mit Personal des CFS und der Carabinieri Sondereinheiten für Verbraucher- und Umweltschutz wurde 2016 ein neues Carabinieri-Kommando für Forst-, Umwelt-, Landwirtschafts- und Verbraucherschutz gebildet (Comando carabinieri per la tutela forestale, ambientale e agroalimentare). Die sechs forstpolizeilichen Dienste in den autonomen Gebieten Italiens wie etwa der Landesforstdienst in Südtirol bestehen weiter.
In Frankreich sind die rund 10.000 Beamten des Office national des forêts für den Schutz des Wassers und des Waldes zuständig. Die 1291 als militärische Corps gegründete Einheit ist heute dem Umweltministerium und gleichzeitig dem Landwirtschaftsministerium unterstellt. Sie ist für den Jagd- und Fischereischutz, Naturschutz, die Bekämpfung des Handels mit bedrohten Arten und die Verfolgung von Umweltverunreinigungen zuständig.
In Kenia wurde zur Durchsetzung des Naturschutzrechtes und speziell zur Bekämpfung der Wilderei Kenya Forest Service geschaffen.